# Kjell Rindar

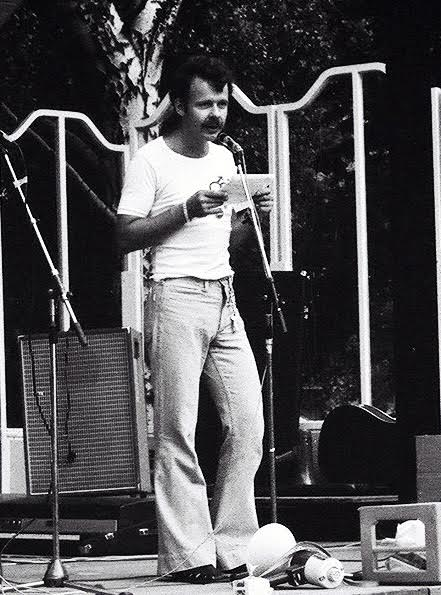
Kjell Rindar under Frigörelsedagen i Vasaparken, Stockholm, september 1977

Kjell Åke Rindar, född 29 augusti 1941 i Uppsala, är en svensk skribent och aktivist för homosexuellas rättigheter. Han var tidigare ordförande för RFSL. Rindar var under det sena 70-talet bland annat verksam inom den svenska folkbildningen, och bidrog med material till Arne Järtelius Folkbildningsboken. Han medverkade under 1980-talet på många sätt med informations- och stödåtgärder för HIV-drabbade. Rindar var en av tre invigningstalare på Stockholm Pride 2011.
Rindar är medförfattare till flera läroböcker i spanska och tyska.
Rindar (förbundsordförande) och Stig-Åke Petersson (förbundssekreterare) undertecknade 1983 ett sexualpolitiskt uttalande till justitiedepartementet. RFSL försvarade där en positiv inställning till barns sexualitet beträffande "frivilliga och på eget initiativ tillkomna sexuella kontakter". Med skärpa framhölls dock att alla former av övergrepp ska vara straffvärda. För att visa på en i Europa aktuell debatt om barns sexualitet bifogades ett mycket kontroversiellt uttalande från en nederländsk sexolog (Brongersma). Rindar bekräftade 1988 att en fristående grupp utanför RFSL med namnet "Pedofila arbetsgruppen" (PAG) fick använda RFSL:s postbox, men att detta sedan upphörde efter påpekande från RFSL-medlemmar.[källa behövs]
Kjell Rindar mottog Allan Hellman-priset 1984.